# Prosopocera schultzei
Prosopocera schultzei là một loài bọ cánh cứng trong họ Cerambycidae.